# Lévignac-de-Guyenne
Lévignac-de-Guyenne település Franciaországban, Lot-et-Garonne megyében. Lakosainak száma 678 fő (2022. január 1.). Lévignac-de-Guyenne Saint-Pierre-sur-Dropt, Caubon-Saint-Sauveur, Taillecavat, Monteton, Saint-Avit és Saint-Géraud községekkel határos.

## Népesség
A település népességének változása:
| Lakosok száma | 726  | 631  | 652  | 629  | 612  | 655  | 663  | 684  | 685  | 678  |
|               | 1968 | 1982 | 1990 | 2006 | 2013 | 2015 | 2017 | 2019 | 2020 | 2022 |